# Iglesia de San Pedro (Dima)
La iglesia de San Pedro es un edificio situado en la entidad de población española de Ugarana, en la provincia de Vizcaya.

## Descripción
El edificio se encuentra en la entidad de población española de Ugarana, del municipio de Dima, perteneciente a la provincia de Vizcaya, en la comunidad autónoma del País Vasco. Se menciona como iglesia parroquial del lugar en el séptimo volumen del Diccionario geográfico-estadístico-histórico de España y sus posesiones de Ultramar de Pascual Madoz, en la entrada correspondiente a Dima, donde aparece descrita con las siguientes palabras:

igl. parr. (San Pedro) fundada en el siglo X por los labradores ó colonos de los señores de Vizcaya, y reedificada de nueva planta el año de 1738, por haberse incendiado; está en un recuesto á la márg. der. del r. Ugacha, es de 3 naves de 113 pies de long. y 53 de lat. con bóvedas sostenidas por 4 pilares: 6 altares, órgano, una elevada torre y cementerio; se halla servida por 4 beneficiados, de los cuales 3 eran párrocos de patronato particular, y por un capellan sacristan, cuyo nombramiento alternaba entre el cabildo y el patrono
(Madoz, 1847, p. 388)